# Mixistlán de la Reforma
Mixistlán de la Reforma è un comune del Messico, situato nello stato di Oaxaca.